# MacShield
MacShield (voorheen Mac Defender en ook bekend als Mac Protector, Mac Security en Mac Guard) is een kwaadaardig programma dat zich voordoet als een antivirusprogramma. Het programma werkt enkel onder Mac OS X en werd beschreven in mei 2011 als de eerste grote bedreiging voor het Mac-platform.

## Symptomen
Het programma wordt verspreid door besmette links die voorkomen in zoekmachines zoals Google Images waarbij misbruik wordt gemaakt van zoekmachine-optimalisatie. Wanneer iemand op een kwaadaardige link klikt, wordt er een vals venster getoond dat de harde schijf lijkt te scannen. Dit was eerst in de vorm van een Windows XP-achtige applicatie maar dit veranderde naar een Mac-interface.
Er wordt vervolgens aan de gebruiker gevraagd om een bestand te downloaden. Voor de installatie van dit bestand door MacShield dient een licentie te worden gekocht van USD 59,95 tot USD 79,95. In plaats van tegen virussen te beschermen, kaapt MacShield de webbrowser om sites weer te geven gerelateerd aan pornografie en probeert ook identiteitsgegevens te stelen (via het doorgeven van kredietkaartinformatie). Een nieuwere variant installeert zichzelf zonder dat de gebruiker een wachtwoord moet ingeven.

## Legitieme MacShield
MacShield is ook de naam van een wel legitiem programma, ontwikkeld door Centurion Technologies. Zo wordt MacShield veel gebruikt door scholen, universiteiten en bedrijven om bestanden op hun harde schijf te beveiligen.